# Stare Krzywki
Stare Krzywki (Lipowo) – osada  wsi Przeborowo w Polsce, położona w województwie lubuskim, w powiecie strzelecko-drezdeneckim, w gminie Drezdenko.
W latach 1975–1998 osada administracyjnie należała do województwa gorzowskiego.